# Electric Shock (EP)
Electric Shock는 대한민국의 음악 그룹 f(x)의 두 번째 미니 음반이다. 2012년 6월 10일, 음원을 전곡 선공개하였으며 미니 음반은 KMP 홀딩스를 통해 2012년 6월 10일 발매되었다. 이번 미니 음반은 Hot Summer (2011) 이후 약 1년만에 선보이는 음반이었다. Electric Shock는 일렉트로팝, 댄스 팝 장르의 노래들이 주를 이루고 있으며, 켄지, 히치하이커 등이 앨범의 작곡가로 참여했다.
Electric Shock는 f(x)만의 독특하고 실험적인 노래가 통했다며 거의 대부분 긍정적인 평가를 했다. 뿐만 아니라 상업적 성과에서도 동명의 타이틀곡 "Electric Shock"는 가온 차트, 빌보드 K-Pop 차트를 포함한 여러 차트에서 1위를 휩쓸었고, 앨범 차트에서도 1위에 올랐다.

## 발매
에프엑스는 2011년 Hot Summer 이후 개인 활동을 활발히 했다. 이후 2012년 6월 5일 공식홈페이지를 통해 컴백 소식을 알리며 멤버들이 동물 탈을 쓴 티저 사진을 공개했다. 또한 매번 실험적이고 독특한 음악을 선보여왔던만큼 이번에도 다섯 멤버의 뚜렷한 개성, 신선한 음악, 세련된 퍼포먼스가 어우러진 무대를 선보일 예정이라고 밝혔다. 6월 6일에는 파란색 렌즈를 껴 신비스로운 느낌을 살린 크리스탈의 티저 사진을 공개했다. 7일에는 설리와 빅토리아의 티저 사진을 공개와 동시에 타이틀곡이 "Electric Shock"라 알리며 노래에 대한 소개도 알렸다. 8일에는 마지막으로 루나와 엠버의 티저 사진을 공개했고, 타이틀곡을 포함한 나머지 다섯 곡도 소개했다. SM 엔터테인먼트 측은 빠른 반응을 이끌어 내기위해 "컬러렌즈가 인상적인 티저 이미지는 신비감을 주자는 콘셉트로 기획됐다. 특히 동물의 탈을 쓰고 있는 앨범 재킷은 에프엑스의 색다른 모습을 상상해달라는 취지였다"고 말했다. 《스포츠한국》은 이에 대해 LTE급 반응속도라고 기사 제목을 썼고, 꾸준히 팬들의 궁금증을 자극한 덕분에 빠른 반응을 이끌어냈다고 썼다.

## 구성
첫 번째 트랙 "Electric Shock"는 이번 앨범의 타이틀곡으로, 서지음이 작사하고 Joachim Vermeulen Windsant, Maarten Ten Hove, Willem Laseroms이 작곡했다. "Electric Shock"는 에너제틱하고 리드미컬한 매력의 일렉트로닉 댄스곡으로, 중독성 강한 후렴구가 인상적이며, 사랑에 빠진 느낌을 마치 전기에 감전된 듯한 짜릿한 충격으로 표현한 가사가 색다른 재미를 선사한다. 두 번째 트랙 "제트별(Jet)"은 힙합 리듬을 가미한 일렉트로팝 댄스 노래로, 켄지가 작곡, 작사 모두 맡았다. 이 노래에는 멤버 엠버가 랩 파트 작사를 참여하기도 했다.

## 뮤직비디오
타이틀곡 "Electric Shock"의 뮤직비디오는 홍원기 감독이 연출을 맡았으며, 2012년 5월 경기도 광주와 일산 세트장에서 촬영했다. 에프엑스는 "Electric Shock"의 뮤직비디오를 공개하기 전, 2012년 6월 9일 공식홈페이지와 공식SNS를 통해 티저 영상을 공개했다. 이후 6월 12일 공식 유튜브와 홈페이지를 통해 뮤직비디오를 공개했다. 뮤직비디오는 공개한지 하루도 지나지 않았음에도 불구하고 유튜브에서 100만 건의 조회수를 돌파했고, 오늘의 가장 많이 본 동영상, 가장 좋아하는 동영상, 최다 즐겨찾기 동영상 순위에서 1위를 했다.

## 공연 활동
에프엑스는 2012년 6월 14일 Mnet 《엠카운트다운》에서 "Electric Shock"와 "제트별(Jet)"을 공연하며 컴백 무대를 시작했다. 이후 15일에는 《뮤직뱅크》, 16일에는 《음악중심》, 17일에는 《인기가요》에서 모두 엠카운트다운과 같은 노래들로 컴백무대를 가졌다.

## 평가
《뉴시스》의 이재훈은 별 4개 중 3개를 주며 "Electric Shock는 예전 f(x)의 곡들보다 중독성이 더 강하다. SM의 실험은 일단 성공한 것으로 보인다. 섹시함으로 무장한 걸그룹들이 난무하는 가운데 독특함과 색다름을 입은 f(x)는 점차 제자리를 잡아가고 있다. 일렉트로카를 바탕으로 한 사운드 등으로 비교됐으나 멜로디 등에서 다소 우위를 점한 그룹 2NE1을 넘볼 만한 위치에 올랐다. 이전부터 군무 등의 춤은 f(x)가 다소 앞선다는 평이 있었다."고 평가했다. 미국 페레즈힐튼닷컴의 페레즈 힐튼은 "달콤한 선율과 톡톡 튀는 킬러 비트로 가득하다. 함수소녀라는 별명으로 불리는 이 소녀들은 환상적이며 미래적인 음악을 표현한다"며 노래를 소개했다.

## 수록곡
| #            | 제목                                              | 작사              | 작곡                                                            | 기타                       | 재생 시간 |
| ------------ | ------------------------------------------------- | ----------------- | --------------------------------------------------------------- | -------------------------- | --------- |
| 1.           | 〈Electric Shock〉                                | 서지음            | Joachim Vermeulen Windsant, Maarten Ten Hove, Willem Laseroms   | 원곡명: ELEKTRIK LIGHTZ    | 3:14      |
| 2.           | 〈제트별〉 (Jet)                                  | 켄지 (랩: 엠버)   | 켄지                                                            |                            | 3:21      |
| 3.           | 〈지그재그〉 (Zig Zag)                            | 김부민            | 히치하이커                                                      |                            | 3:46      |
| 4.           | 〈Beautiful Stranger〉 (by f(엠버+루나+크리스탈)) | Misfit (랩: 엠버) | Amy Kabba, Jason Gill, Mich Hansen (임광욱, Polar Monkeys 편곡) | 원곡명: CONTAGIOUS         | 4:06      |
| 5.           | 〈Love Hate〉                                     | Misfit            | Hannah Phaisey, Amy Richardson, Karen Ann Poole, Si Hulbert     | 원곡명: LOVE/HATE          | 3:10      |
| 6.           | 〈훌쩍〉 (Let's Try)                              | Misfit            | Niara Scarlett, Pete `Boxta` Martin (임광욱, 정수완 편곡)       | 원곡명: PUT YOUR FOOT DOWN | 3:32      |
| 총 재생 시간 | 총 재생 시간                                      | 총 재생 시간      | 총 재생 시간                                                    | 총 재생 시간               | 21:09     |

## 차트
| 차트                       | 최고 순위 |
| -------------------------- | --------- |
| 한국 가온 앨범 차트 (주간) | 1         |

### 노래 차트
| "Electric Shock" | 1  | 2  |
| "제트별 (Jet)"   | 24 | 53 |

## 발매 일자
| 지역     | 발매일          | 포맷          | 레이블     |
| -------- | --------------- | ------------- | ---------- |
| 전 세계  | 2012년 6월 10일 | 음원 다운로드 | KMP 홀딩스 |
| 대한민국 | 2010년 6월 13일 | CD            | KMP 홀딩스 |